# Dolné Lovčice
Dolné Lovčice este o comună slovacă, aflată în districtul Trnava din regiunea Trnava. Localitatea se află la altitudinea de 135 m deasupra n.m., se întinde pe o suprafață de 5,74 km2 și în 2017 număra 757 de locuitori.

## Istoric
Localitatea Dolné Lovčice este atestată documentar din 1292.

## Demografie
| An:                | 1994 | 2004   | 2014   | 2024   |
| ------------------ | ---- | ------ | ------ | ------ |
| Număr de persoane: | 703  | 704    | 736    | 809    |
| Diferență:         |      | +0,14% | +4,54% | +9,91% |

| An:                | 2023 | 2024   |
| ------------------ | ---- | ------ |
| Număr de persoane: | 801  | 809    |
| Diferență:         |      | +0,99% |